# Michael Cretu
 (mai 2020).
Si vous disposez d'ouvrages ou d'articles de référence ou si vous connaissez des sites web de qualité traitant du thème abordé ici, merci de compléter l'article en donnant les références utiles à sa vérifiabilité et en les liant à la section « Notes et références ».
Mihai Crețu, dit Michael Cretu et parfois Curly M.C., est un compositeur, chanteur et producteur de musique pop et dance roumain naturalisé allemand, né à Bucarest le 18 mai 1957 connu pour être le créateur du projet musical Enigma et le réalisateur artistique des albums de Sandra.

## Biographie
Diplômé de l'Académie musicale de Francfort (en), il sort un premier album en 1978 Moon, Lights and Flowers, obtient son premier disque d'or en tant que producteur en 1980, et sort son deuxième album Legionäre en 1983.
En 1984 il participe également au groupe Moti Special (en) (un album et quelques singles).
En 1985, il produit le single Maria Magdalena de la chanteuse ouest-allemande Sandra (qu'il épouse en 1988), qui obtient un important succès international. Il a par la suite réalisé sept albums pour elle.
Toujours en 1985 sort également son 3e album qui connaitra un succès relatif, The Invisible Man (il existe une version interprétée en allemand et intitulée Die Chinesche Mauer). De cet album sera extrait le titre Samurai qui connaîtra un succès relatif en Suisse, en Autriche et en Suède durant l'automne 1985.
En 1988, il sort un album avec un ami et ancien collègue de Moti Special, Tissy Thiers, sous le nom CaT (Cretu and Thiers).
À partir de 1990, Cretu forme Enigma, avec lequel il obtiendra ses plus gros succès. Sa grande percée intervient en 1990 avec le single Sadeness (Part I) extrait du premier album MCMXC a.D..
Cretu base la musique d'Enigma sur un mélange de rythmes groovy (souvent samplés d'artistes tels que Soul II Soul, Genesis ou Peter Gabriel), de chants (grégoriens, orientaux) et de paroles chuchotées, essentiellement par Sandra. Avec Enigma, il produit plusieurs albums et singles à succès et se prête au chant sur certains titres du groupe.
Après l'album Voyageur en 2003, Cretu se retrouve seul membre d'Enigma et continue en publiant A posteriori en 2006, Seven Lives Many Faces en 2008, et The Fall of a Rebel Angel en 2016.

### Vie privée
Il épouse la chanteuse franco-ouest-allemande Sandra en 1988 et a eu des jumeaux, Nikita et Sebastian le 6 juillet 1995,. Ils divorcent en 2007.

## Discographie

### en solo

#### Albums studio
- 1979 – Moon, Light & Flowers (en)
- 1983 – Legionäre (it)
- 1985 – Die Chinesische Mauer (en)
- 1985 – Invisible Man

### avecEnigma

#### Albums studio
- MCMXC a.D. (1990)
- The Cross of Changes (1993)
- le roi est mort, vive le roi ! (1996)
- The Screen Behind the Mirror (2000)
- Voyageur (2003)
- A Posteriori (2006)
- Seven Lives Many Faces (2008)
- The Fall of a Rebel Angel (2016)

#### Best of
- 2001 : L.S.D. Love Sensuality Devotion (Greatest Hits)
- 2001 : L.S.D. Love Sensuality Devotion - The Remix Collection
- 2005 : 15 Years After
- 2009 : The Platinum collection 3 cd & 2 cd